# Glomera longicaulis
Glomera longicaulis är en orkidéart som beskrevs av Johannes Jacobus Smith. Glomera longicaulis ingår i släktet Glomera och familjen orkidéer. Inga underarter finns listade i Catalogue of Life.